# Terza missione
La terza missione è uno dei mandati delle università italiane, atto a valorizzare i prodotti della didattica e della ricerca. Viene chiamata "terza missione" in quanto affianca, per l'appunto, le missioni dell'insegnamento e della ricerca.
Essa viene definita dall'Agenzia nazionale di valutazione del sistema universitario e della ricerca (ANVUR) come la "propensione delle strutture all'apertura verso il contesto socioeconomico, esercitato mediante la valorizzazione e il trasferimento delle conoscenze".
Fra le attività configurabili come terza missione rientrano la divulgazione scientifica e culturale, l'ottenimento di brevetti, la creazione di spin-off, lo svolgimento di attività extra moenia collegate alla propria area di ricerca (ad es. la gestione di musei, l'organizzazione di convegni o di eventi culturali, o formativi), attività di consulenza per conto terzi, ecc.
Tutte queste attività sono solitamente raggruppate in due categorie principali, ovvero la valorizzazione della ricerca e la produzione di beni pubblici.

Logo dell'ANVUR

La terza missione è riconosciuta ufficialmente come missione istituzionale delle università mediante la legge 240/2010 (parte della cosiddetta riforma Gelmini), con l'introduzione del sistema di valutazione AVA (Autovalutazione, Valutazione Periodica e Accreditamento), affidato all'ANVUR e operativo dal 2013. L'ANVUR declina la terza missione in cinque aree tematiche, a loro volta suddivise in cinque campi di azione ciascuna (per un totale di 25 campi di azione):
1. Trasferimento tecnologico;
2. Produzione e gestione dei beni pubblici;
3. Public engagement;
4. Scienze della vita e salute;
5. Sostenibilità ambientale, inclusione e contrasto alle diseguaglianze, con particolare riferimento agli obiettivi dell'Agenda ONU 2030.